# Vacansoleil-DCM
Vacansoleil-DCM Pro Cycling Team (codi UCI: VCD) va ser un equip ciclista neerlandès professional de ciclisme en ruta. Del 2011 al 2013 va ser un equip de la màxima categoria, l'UCI ProTour i per la qual cosa disputava les proves de l'UCI World Tour.

## Història
Creat el 2005 amb el nom de Fondas Imabo-Doorisol i amb categoria continental. A finals del 2008 es fusionà amb l'equip Cycle Collstrop, i el 2009 pren el nom de Vacansoleil, alhora que passa a equip continental professional. Dos anys més tard puja a categoria ProTeam.

## Millors resultats

### Grans Voltes
- Tour de França :
  - 3 participacions (2011, 2012, 2013)
- Giro d'Itàlia
  - 3 participacions (2011, 2012, 2013)
  - 1 victòria d'etapa
    - 1 el 2012: Thomas De Gendt

  - 1 classificació secundària
    - Metes volants: Martijn Keizer (2012)
- Volta a Espanya
  - 4 participacions (2009, 2011, 2012, 2013)
  - 1 victòria d'etapa:
    - 1 el 2009: Borut Božič

### Campionats nacionals
- Campió dels Països Baixos en ruta: 2011 (Pim Ligthart) i 2013 (Johnny Hoogerland)
- Campió dels Països Baixos en contrarellotge: 2012 i 2013 (Lieuwe Westra)
- Campió de Suècia en contrarellotge: 2008 (Jonas Ljungblad) i 2012 (Gustav Larsson)
- Campió d'Uzbekistan en ruta: 2009, 2010, 2011, 2012 (Serguei Lagutin)
- Campió de Veneçuela en contrarellotge: 2013 (José Rujano)

## Classificacions UCI
L'equip participa en les proves dels circuits continentals i principalment en les curses del calendari de l'UCI Europa Tour. Aquesta taula presenta les classificacions de l'equip als circuits, així com el seu millor corredor en la classificació individual.
UCI Amèrica Tour
| Temporada | Classificació per equips | Millor ciclista en la classificació individual |
| --------- | ------------------------ | ---------------------------------------------- |
| 2009      | 31è                      | Johnny Hoogerland (164è)                       |

UCI Àsia Tour
| Temporada | Classificació per equips | Millor ciclista en la classificació individual |
| --------- | ------------------------ | ---------------------------------------------- |
| 2007      | 34è                      | Gerrit-Jan Soepenberg (94è)                    |
| 2009      | 31è                      | Serguei Lagutin (59è)                          |
| 2010      | 11è                      | Wouter Mol (16è)                               |

UCI Europa Tour
| Temporada | Classificació per equips | Millor ciclista en la classificació individual |
| --------- | ------------------------ | ---------------------------------------------- |
| 2005      | 102è                     | Tom de Meyer (692è)                            |
| 2006      | 61è                      | Peter Möhlmann (331è)                          |
| 2007      | 63è                      | Wouter Mol (183è)                              |
| 2008      | 13è                      | Bobbie Traksel (10è)                           |
| 2009      | 2n                       | Borut Bozic (16è)                              |
| 2010      | 1r                       | Riccardo Riccò (3r)                            |

UCI Oceania Tour
| Temporada | Classificació per equips | Millor ciclista en la classificació individual |
| --------- | ------------------------ | ---------------------------------------------- |
| 2009      | 13è                      | Baden Cooke (19è)                              |
| 2010      | 8è                       | Romain Feillu (9è)                             |

El 2009 la classificació del ProTour fou reemplaçada pel Calendari mundial UCI. En aquesta classificació se sumen els punts adquirits en les proves del Calendari mundial. L'equip Vacansoleil fou 21è en la classificació del 2009, amb 158 punts, gràcies als punts obtinguts per Johnny Hoogerland (76 pts), Borut Bozic (34 pts), Marco Marcato (26 pts), Björn Leukemans (20 pts), Baden Cooke i Jens Mouris (2 pts).
| Temporada | Classificació per equips | Millor ciclista en la classificació individual |
| --------- | ------------------------ | ---------------------------------------------- |
| 2009      | 21è                      | Johnny Hoogerland (67è)                        |
| 2010      | 24è                      | Björn Leukemans (55è)                          |

El 2011 la Classificació mundial UCI passa a ser l'UCI World Tour.
| Temporada | Classificació per equips | Millor ciclista en la classificació individual |
| --------- | ------------------------ | ---------------------------------------------- |
| 2011      | 17è                      | Marco Marcato (42è)                            |
| 2012      | 16è                      | Thomas de Gendt (38è)                          |
| 2013      | 19è                      | Joan Antoni Flecha (83è)                       |